# 浅香丸 (特設巡洋艦)
浅香丸（あさかまる）は、かつて日本郵船が所有し運航していた貨物船。太平洋戦争開戦前は特設運送艦、開戦後は特設巡洋艦、特設運送船として運用された。太平洋戦争勃発前に、最後にパナマ運河を通過した日本船でもある。

## 概要
「浅香丸」は日本郵船の欧州航路改善のために投入されたA型貨物船の三番船として、三菱長崎造船所で1937年（昭和12年）2月18日に起工し7月7日に進水、11月30日に竣工した。「浅香丸」建造の際、日本郵船は「赤城丸」と同様に第三次船舶改善助成施設を活用し、その見合い解体船として自社持ち船の中から1905年（明治38年）建造の貨客船「丹後丸」（6,893トン）を充当したが、「丹後丸」の解体はのちに取り消された。竣工後は、往航はパナマ運河経由でハンブルクに至り、帰途はスエズ運河を通過して日本に戻る東航世界一周線に就航するが、早くも1940年（昭和15年）4月10日付で日本海軍に徴傭され、4月15日付で特設運送艦として入籍する。しかし、3カ月も経たない7月1日付で一旦解傭され、12月24日に再び徴傭され、12月27日付で再度特設運送艦となる。その間の12月26日から1941年（昭和16年）1月15日まで横須賀海軍工廠で特設運送艦としての艤装工事が行われた。
昭和16年1月16日、「浅香丸」は横須賀を出港し、ドイツ側との兵器交換のためヨーロッパに向かう。パナマ運河通過時、アメリカ軍が「浅香丸」にスパイ防止を口実に武装兵を同乗させようとしてひと悶着があり、最終的には若干名の兵を形式的に同乗させることで妥協した。「浅香丸」はリスボンを経てビルバオに到着し、日本側からは魚雷などをドイツ側に譲渡、ドイツ側からはメッサーシュミット Bf109やFi 156 シュトルヒ、新式ソナーなどを譲渡された。「浅香丸」は4月18日に横須賀に帰投した。9月5日付で特設巡洋艦に類別変更され、9月8日から10月16日まで大阪鉄工所桜島工場で特設巡洋艦としての艤装工事を受ける。「浅香丸」は第二十二戦隊（堀内茂礼少将）に編入され、特設監視艇隊の母艦的存在として釧路および横須賀を根拠地として行動する。1942年（昭和17年）6月にはキスカ島攻略作戦に臨時の掃海母艦として従事し、搭載していた大発動艇を使って簡易掃海を実施した。7月19日と12月22日には潜水艦と交戦。
1943年（昭和18年）に入ると、キスカ島向けの資材輸送に従事する。3月には数次にわたるアッツ島への輸送作戦が計画され、第一陣として同型の特設巡洋艦「粟田丸」（日本郵船、7,397トン）や特設水上機母艦「君川丸」（川崎汽船、6,863トン）、陸軍輸送船「崎戸丸」（日本郵船、9,245トン）が輸送作戦を行って成功させていた。「浅香丸」は弾薬や木材を搭載して「崎戸丸」と船団を組み、第五艦隊（細萱戊子郎中将）の強力な掩護を得て3月23日に幌筵島を出撃しアッツ島に向かう。しかし3月27日未明にアメリカ第16.6任務群（チャールズ・マクモリス少将）と遭遇し、交戦する（アッツ島沖海戦）。「浅香丸」と「崎戸丸」は非敵側に退避し攻撃を受けなかったが、アッツ島への輸送作戦は中止となった。海戦後は再び哨戒、輸送任務にあたった。
10月1日、「浅香丸」は特設運送船に類別変更される。11月27日から12月28日まで三菱横浜造船所で特設運送船としての艤装工事を施工後、1944年（昭和19年）1月にはエニウェトク環礁、トラック諸島への輸送作戦に任じる。2月15日に引揚者534名、船員その他261名を乗せてトラックを出港し横須賀に向かうが、これはトラック島空襲の2日前のことであり、「浅香丸」は間一髪で危難から逃れた。横須賀には2月24日に到着した。3月に入ると松輸送に加わり、2隻の特設運送船、「さんとす丸」（大阪商船、7,267トン）と「山陽丸」（大阪商船、8,360トン）とともに東松三号特船団を編成して3月20日に館山を出港。3月28日にトラックに到着し、サイパン島を経由して4月12日に横浜に帰投した。次いで4月28日には東松7号船団に加わって東京湾を出港してサイパン島経由、パラオへの輸送作戦を行う。パラオへの輸送を終えてサイパン島に向かう途中の5月21日、「浅香丸」の船団は北緯13度33分 東経140度30分 / 北緯13.550度 東経140.500度の地点でアメリカ潜水艦ビルフィッシュ (USS Billfish, SS-286) の攻撃を受け、「浅香丸」は難を逃れたが海軍徴傭船「睦洋丸」（東洋汽船、2,726トン）に魚雷が命中して損傷した。船団自体の航行も低速船が多く難渋を極め、サイパン島に到着後提出された所見では「優秀船に無能無力の船舶を付するのは無策」と斬って捨てた。
6月20日、「浅香丸」はヒ67船団に加入して六連沖を出港して南下し、昭南（シンガポール）に向かう。昭南到着後、スラバヤ、マカッサルおよびジャカルタをめぐって昭南に戻ってきた。ビンタン島産ボーキサイトを搭載し、9月6日昭南出港のヒ72船団で北上する。しかし、船団は9月12日に3隻のアメリカ潜水艦、グロウラー (USS Growler, SS-215) 、パンパニト (USS Pampanito, SS-383) 、シーライオン (USS Sealion, SS-315) からなるウルフパックにつかまり、大損害を蒙った。「浅香丸」は難を逃れて他の残存艦船とともに三亜に逃げ込み、ここで船団の再編成が行われた。9月16日、顔ぶれを改めたヒ72船団は楡林を出港して日本本土に向かうが、9月20日未明、北緯23度31分 東経119度12分 / 北緯23.517度 東経119.200度の地点にいたったところで夜間爆撃を受け、「浅香丸」は直撃弾こそなかったが至近弾で舵を切断亡失し、機関の運転を駆使して9月25日に馬公に到着。その後、馬公で10月20日ごろ完了の予定で修理が開始されたが、10月12日にアメリカ第38任務部隊（マーク・ミッチャー中将）の艦載機による空襲を受ける。大型の「浅香丸」は狙い撃ちにされ、投下された魚雷が2本命中して船体は徐々に傾斜と沈降を増していった。やがて傾斜30度に達したところで総員退船が令され、軍艦旗撤去後の10時30分に爆弾1発が命中し、艦橋部を水面上に見せたまま沈没した。沈没後、転用可能な機銃は陸上に移された。1945年（昭和20年）1月10日に除籍および解傭。

## 艦長
特務艦長
- 柳沢蔵之助 大佐：1940年4月15日 - 1940年6月24日[36]
- 三浦速雄 大佐：1940年12月27日 - 1941年5月1日[37]
- 近藤為次郎 大佐：1941年5月1日[38] - 1941年9月11日[39]
- 伴次郎 大佐：1941年9月11日[39] -　1943年2月28日

艦長
- 伴次郎 大佐：1943年2月28日 -　1943年3月2日[40]
- 作間應雄 大佐：1943年3月2日[40] - 1943年6月18日[41]
- 山崎貞直 大佐：1943年6月18日[41] - 1943年10月1日

指揮官
- 山崎貞直 大佐：1943年10月1日 - 1944年2月29日[42]
- 富田賢四郎 大佐：1944年2月29日[42] -

## 同型船
A型貨物船
- 赤城丸
- 有馬丸
- 粟田丸
- 吾妻丸